# Strigocuscus celebensis
Espèce
Statut de conservation UICN

 NT A4cd : Quasi menacé
Strigocuscus celebensis est une espèce de marsupial de la famille des Phalangeridae.

## Distribution
Cette espèce est endémique d'Indonésie, elle se rencontre sur les îles Sulawesi.

## Liste des sous-espèces
Selon Mammal Species of the World (version 3, 2005)  (27 mai 2010) :
- sous-espèce Strigocuscus celebensis celebensis Gray, 1858
- sous-espèce Strigocuscus celebensis feileri Groves, 1987
- sous-espèce Strigocuscus celebensis sangirensis Meyer, 1896

## Publication originale
- Gray, 1858  : Observations on the genus Cuscus, with the description of a new species. Proceedings of the Zoological Society of London, vol. 1858, p. 100–105.